# Cibaduyut
Cibaduyut is een bestuurslaag in het regentschap Kota Bandung van de provincie West-Java, Indonesië. Cibaduyut telt 12.595 inwoners (volkstelling 2010).